# Retina-spezifischer ABC-Transporter
Der Retina-spezifische ABC-Transporter ist ein Protein, das zu der Protein-Superfamilie der ABC-Transporter zählt, genauer zur Unterfamilie der ABC1-Transporter. Es wird vom Gen ABCA4 codiert, das auf dem ersten Chromosom des Menschen liegt.

## Familie
Die Superfamilie der ABC-Transporter gliedert sich in sieben Unterfamilien: ABC1, MDR/TAP, MRP, ALD, OABP, GCN20 und Weiß, wobei der Retina-spezifische ABC-Transporter zur ABC1-Familie gehört. Diese Familie ist die einzige, deren Vertreter ausschließlich in mehrzelligen Eukaryoten gefunden werden.

## Funktion
Im Sehzyklus ist ABCA4 eine zelleinwärts gerichtete Retinoid-Flippase: Das Protein transportiert all-trans-Retinal (ATR) und
N-Retinyl-Phosphatidyl-Ethanolamine (NR-PE) in das Cytoplasma. Dort angekommen wird ATR von der Trans-Retinol-Dehydrogenase (tRDH) zu Vitamin A reduziert und dann ins retinale Pigment-Epithel transportiert, wo es in 11-cis-Retinal umgebaut wird.